# Singhalais
Pour l’article homonyme, voir singhalais (peuple).
Cette page contient des caractères spéciaux ou non latins. S’ils s’affichent mal (▯, ?, etc.), consultez la page d’aide Unicode.
Le singhalais, aussi écrit cinghalais, ou cingalais (en singhalais : සිංහල [sinhala]), est une langue appartenant au groupe indo-aryen de la famille des langues indo-européennes. Il est parlé au Sri Lanka, où il a le statut de langue officielle, par près de 70 % de la population du pays, notamment les Singhalais. De nombreux Tamouls du Sri-Lanka parlent le Singhalais en seconde langue. 
Le singhalais est également parlé par des communautés sri-lankaises installées au Moyen-Orient, en Australie, en Europe (Grande-Bretagne, France, Italie) et en Amérique du Nord. Le nombre total de locuteurs du singhalais est évalué à 19 millions.
Le singhalais a d'abord emprunté des mots au pâli, au sanskrit. Puis, à partir du XVIe siècle, au portugais, au néerlandais et à l'anglais.
Les premiers textes en singhalais remontent à la première moitié du VIIIe siècle.

## Alphabet

### Consonnes
| Occlusives     |         |         |           |         |  |         |         |           |         |  |              |
|                | sourdes | sourdes | sourdes   | sourdes |  | voisées | voisées | voisées   | voisées |  |              |
|                |         | unicode | translit. | IPA     |  |         | unicode | translit. | IPA     |  |              |
| vélaire        | ක       | 0D9A    | ka        | [ka]    |  | ග       | 0D9C    | ga        | [ga]    |  | vélaire      |
| rétroflexe     | ට       | 0DA7    | ṭa        | [ʈa]    |  | ඩ       | 0DA9    | ḍa        | [ɖa]    |  | rétroflexe   |
| dentale        | ත       | 0DAD    | ta        | [ta]    |  | ද       | 0DAF    | da        | [da]    |  | dentale      |
| labiale        | ප       | 0DB4    | pa        | [pa]    |  | බ       | 0DB6    | ba        | [ba]    |  | labiale      |
|                |         |         |           |         |  |         |         |           |         |  |              |
|                |         |         |           |         |  |         |         |           |         |  |              |
| Autres lettres |         |         |           |         |  |         |         |           |         |  |              |
|                |         |         |           |         |  |         |         |           |         |  |              |
|                |         | unicode | translit. | IPA     |  |         | unicode | translit. | IPA     |  |              |
| fricatives     | ස       | 0DC3    | sa        | [sa]    |  | හ       | 0DC4    | ha        | [ha]    |  | fricatives   |
| affriquées     | (ච)     | (0DA0)  | (ca)      | ([t͡ʃa]) |  | ජ       | 0DA2    | ja        | [d͡ʒa]   |  | affriquées   |
| nasales        | ම       | 0DB8    | ma        | [ma]    |  | න       | 0DB1    | na        | [na]    |  | nasales      |
| liquide        | ල       | 0DBD    | la        | [la]    |  | ර       | 0DBB    | ra        | [ra]    |  | liquide      |
| semi-voyelle   | ව       | 0DC0    | va        | [ʋa]    |  | ය       | 0DBA    | ya        | [ja]    |  | semi-voyelle |
| rétroflexe     | ණ       | 0DAB    | ṇa        | [na]    |  | ළ       | 0DC5    | ḷa        | [la]    |  | rétroflexe   |
|                |         |         |           |         |  |         |         |           |         |  |              |

### Voyelles
| Voyelles |              |              |              |              |         |             |             |             |             |  |  |  |              |              |              |              |         |             |             |             |             |  |  |
|          | courtes      | courtes      | courtes      | courtes      | courtes | courtes     | courtes     | courtes     |             |  |  |  | longues      | longues      | longues      | longues      | longues | longues     | longues     | longues     |             |  |  |
|          | indépendante | indépendante | indépendante | indépendante |         | diacritique | diacritique | diacritique | diacritique |  |  |  | indépendante | indépendante | indépendante | indépendante |         | diacritique | diacritique | diacritique | diacritique |  |  |
|          |              |              |              |              |         |             |             |             |             |  |  |  |              |              |              |              |         |             |             |             |             |  |  |
|          | අ            | 0D85         | a            | [a]          |         | inhérent    |             | a           | [a/ə]       |  |  |  | ආ            | 0D86         | ā            | [aː]         |         | ා            | 0DCF        | ā           | [aː]        |  |  |
|          | එ            | 0D91         | e            | [e]          |         | ෙ            | 0DD9        | e           | [e]         |  |  |  | ඒ            | 0D92         | ē            | [eː]         |         | ේ            | 0DDA        | ē           | [eː]        |  |  |
|          | ඉ            | 0D89         | i            | [i]          |         | ි            | 0DD2        | i           | [i]         |  |  |  | ඊ            | 0D8A         | ī            | [iː]         |         | ී            | 0DD3        | ī           | [iː]        |  |  |
|          | ඔ            | 0D94         | o            | [o]          |         | ො            | 0DDC        | o           | [o]         |  |  |  | ඕ            | 0D95         | ō            | [oː]         |         | ෝ            | 0DDD        | ō           | [oː]        |  |  |
|          | උ            | 0D8B         | u            | [u]          |         | ු            | 0DD4        | u           | [u]         |  |  |  | ඌ            | 0D8C         | ū            | [uː]         |         | ූ            | 0DD6        | ū           | [uː]        |  |  |
|          | ඇ            | 0D87         | æ/ä          | [æ]          |         | ැ            | 0DD0        | æ           | [æ]         |  |  |  | ඈ            | 0D88         | ǣ            | [æː]         |         | ෑ            | 0DD1        | ǣ           | [æː]        |  |  |
|          |              |              |              |              |         |             |             |             |             |  |  |  |              |              |              |              |         |             |             |             |             |  |  |

## Statut
Le singhalais (ou cinghalais ; nom local : සිංහල Sinhala) est une des deux langues officielles du Sri Lanka (ancien Ceylan). Il est utilisé dans l'administration et l'éducation. Langue de la majorité, elle est parlée par plus de 75 % de la population du pays y compris la diaspora sri lankaise au Moyen-Orient, en Australie, en Europe (Grande-Bretagne, France, Italie, Allemagne) et en Amérique du Nord. Elle est également parlée par d'autres peuples qui habitent le pays. Le nombre total de locuteurs du singhalais est évalué à plus de 15 millions.
Le singhalais appartient au sous-groupe indo-aryen de la grande famille linguistique indo-européenne ; ainsi, il se rapproche des langues indiennes du Nord telles que le hindi, et le bengali. Mais il a connu une évolution différente des autres langues de ce groupe à partir du Ve siècle. Une grammaire et une écriture propres furent développées au XIIIe siècle. Au cours des âges, le vocabulaire singhalais s'est enrichi de nombreux emprunts au tamoul et au malais et, à partir du XVIe siècle, aux langues européennes : portugais, néerlandais et anglais.
La langue la plus proche du singhalais est le divehi, la langue des îles Maldives.
Les plus anciennes inscriptions du singhalais datent du IIIe siècle av. J.-C. Ce sont des inscriptions gravées sur les cavernes aménagées pour des moines bouddhistes. La langue de cette période ressemble au pali, langue du bouddhisme. Les premiers textes  écrits de la langue apparurent au Xe siècle. Vers le XIe siècle, le singhalais modifia le système d'écriture en s'inspirant de l'écriture « grantha » utilisée par les langues du sud de l'Inde.
Le sanskrit et le pali sont des langues mères du singhalais.

### Histoire
La légende rapporte l'arrivée au Sri Lanka d'un chef « Sinhala », appelé Vijaya (le victorieux) au VIe siècle av. J.-C. avec 700 hommes, du nord-ouest de l'Inde, parlant une langue indo-aryenne. Le mot « Sinha-la » signifie « sang de lion » ou « descendant de lion ».
La transcription française de ce mot, cinghalais/singhalais/singhalais, est exclusivement utilisée pour désigner la communauté majoritaire du pays et sa langue.
Sri Lanka est le nom ancien de Ceylan dans les chroniques bouddhiques écrites en pali et les documents indiens en sanskrit. Le « Sri » qui comporte une connotation religieuse est souvent laissé de côté dans le langage courant. Cette appellation n'a été restaurée officiellement qu'en 1972, avant quoi elle n’était pas employée en occident.
Le mot srilankais est utilisé comme gentilé des habitants du pays, tandis que cinghalophone ou sa graphie alternative cingalophone désigne les personnes parlant la langue.
On distingue trois stades dans le développement historique du singhalais :
1. proto-singhalais (IIIe-VIIe siècle A.D.) ;
2. singhalais médiéval (VIIe-XIIe siècle A.D.) ;
3. singhalais moderne (XIIe siècle à nos jours).

Le singhalais moderne présente de nombreuses caractéristiques phonétiques et grammaticales des langues dravidiennes, à tel point qu'il est pris pour une langue à part du groupe indo-aryen.

### Influence dravidienne
Il est ainsi estimé que le singhalais - qui a toujours coexisté avec le tamoul dans l'histoire connue du pays - possède au moins 20 % de mots et locutions d'origine dravidienne dans le langage parlé.
À part ces emprunts lexicaux, il y a des affinités syntaxiques entre les deux langues.
Les exemples suivants montrent le rapprochement existant entre le singhalais et le tamoul.
| a. | français   | je vais à la gare.             |
| b. | tamoul     | je vais à la gare. (datif)     |
| c. | singhalais | je vais à la gare. (datif)     |
| d. | sanskrit   | je vais à la gare. (accusatif) |

| a. | français   | j'ai un livre.                     |
| b. | tamoul     | à moi, il y a un livre. (datif)    |
| c. | singhalais | à moi, il y a un livre. (datif)    |
| d. | sanskrit   | de moi, il y a un livre. (génitif) |

| a. | français   | Jaffna est au nord du Sri Lanka.           |
| b. | tamoul     | Jaffna est au nord du Sri Lanka. (datif)   |
| c. | singhalais | Jaffna est au nord du Sri Lanka. (datif)   |
| d. | sanskrit   | Jaffna est au nord du Sri Lanka. (ablatif) |

Il en existe d'autres. En singhalais et tamoul, les phrases telles que « je peux ... » et « je veux ... » prennent le sujet au datif tandis qu'en hindi, langue indo-aryenne, le sujet apparaît au nominatif. Il y a aussi des similitudes morphologiques.

### Répartition géographique
(Voir : carte http://www.ethnologue.com/show_map.asp?name=LK&seq=10)

### Système phonétique

#### Voyelles
|          | antérieures | antérieures | centrales | centrales | postérieures | postérieures |
|          | courtes     | longues     | courtes   | longues   | courtes      | longues      |
| -------- | ----------- | ----------- | --------- | --------- | ------------ | ------------ |
| hautes   | i           | iː          |           |           | u            | uː           |
| moyennes | e           | eː          | ə         | əː        | o            | oː           |
| basses   | æ           | æː          | a         | aː        |              |              |

La longueur est un trait distinctif dans cette langue ; autrement dit, une voyelle longue mal prononcée risque de déformer la signification d’un mot.
danə	- genou    /	daːnə	- aumône,
sitə	- esprit   /	siːtə	- froid

#### Consonnes
|                       | bilabiales | labio-dentale | dentales | rétroflexes | palatales | vélaires |
| --------------------- | ---------- | ------------- | -------- | ----------- | --------- | -------- |
| occlusives sourdes    | p          |               | t        | ṭ           | c         | k        |
| occlusives sonores    | b          |               | d        | ḍ           | j         | g        |
| occlusives nasalisées | m̃b         |               | ñd       | ñḍ          |           | ñg       |
| nasales               | m          |               | n        |             | ñ         | n        |
| fricatives            |            | (f)           | s        |             | s         | h        |
| latérale              |            |               | l        |             |           |          |
| vibrante              |            |               |          | r           |           |          |
| semi-voyelles         |            |               | v        |             | y         |          |

#### Prononciation
Le singhalais se prononce comme il s'écrit : il existe une lettre pour chaque son prononcé, que ce soit une voyelle ou une consonne ou une combinaison des deux.
La réalisation de l'accent est très faible de sorte qu'il est parfois très difficile de distinguer la syllabe accentuée de celles qui ne le sont pas. Ainsi, on peut facilement changer l'accent d'une syllabe à l'autre sans altérer l'identité du mot tout en gardant son sens et en restant également intelligible. Donc, on peut parler d'un accent facultatif. La place de l'accent ne résulte pas d'un choix mais dépend de la prononciation du locuteur.
Phonétiquement sont distinguées trois variétés régionales du singhalais, à savoir, le singhalais standard, parlé dans la capitale, Colombo, et aux environs, le parler du centre et le parler du sud. Signalons que la plupart de ces divergences sont dues à l’intonation et au lexique.

### Grammaire
Il existe un grand écart entre la langue écrite et la langue parlée : la grammaire de cette dernière neutralise de nombreuses nuances entre le présent et le futur; ainsi, dans la conversation courante, le suffixe du verbe marqué par «nəwa:» peut être utilisé pour former les trois personnes du présent et du futur, aux singulier et pluriel.
Présent et Futur
mama kanawa-je mange/mangerai. api kanawa-nous mangeons/mangerons
oya: kanawa-tu mange/mangeras. oya:la kanawa-vous mangez/mangerez
ohu kanawa-il mange/mangera. owuhu kanawa-ils mangent/mangeront

#### Les cas
La déclinaison des noms comporte au minimum 6 cas : le nominatif, l’accusatif, l’instrumental, le datif, le génitif et le vocatif. Les noms se déclinent dans les 6 cas, tandis que les noms inanimés se déclinent uniquement en 4 cas ; à savoir le nominatif, le datif, le génitif, et l’instrumental.

#### Le genre
Il n’existe pas de genre grammatical en singhalais. Les noms sont classés en deux catégories : animés et inanimés. Les noms animés forment le pluriel avec les terminaisons -o, -i, -u, ou -la.
wandura/wanduro   - singe/s
naya:/nayi        - serpent/s
miniha/minissu    - homme/s
ma:ma/ma:mala     - oncle/s
La plupart des inanimés marquent le pluriel par l’alternance morphologique ou avec la terminaison -val.
mala/mal         - fleur/s
pota/pot         - livre/s
geya/geval       - maison/s
Les emprunts à l'anglais marquent le singulier avec  ‘eka’ et ne marquent pas le pluriel
bas eka	      - bus
tikat eka	      - ticket
L’article indéfini des noms animés prend le suffixe -‘ek’ et les inanimés prennent –‘ak ‘.
minihek   	- un homme
gahak      	- un arbre
L’article indéfini n’existe qu’au singulier et son absence marque le défini.
minihek/miniha    - homme
gahak/gaha        - arbre

#### Verbe
Il se présente généralement sous la forme -nawa.
kanawa	     - manger
bonawa	     - boire
kiyanawa	     - dire
Dans la langue parlée, et au contraire de la langue littéraire, le verbe ne s’accorde ni en nombre, ni en genre, ni selon la personne.

#### Syntaxe
L’ordre des mots dans la phrase est : sujet + objet + verbe.
mama bat kanawa   - je (du riz) mange.

### Alphabet
L'alphabet singhalais compte environ 50 lettres dont quelques-unes sont rarement utilisées dans l'écriture moderne. Certaines lettres se ressemblent et peuvent être confondues. Les lettres prêtant à confusion sont rangées ensemble. Celles qui se trouvent entre crochets sont des voyelles.
Il n'existe pas de lettres pour représenter les deux voyelles centrales « ə » et « ə: »
Un nouveau signe « f » a été introduit pour indiquer le son « f ».
Les lettres aspirées sont utilisées pour transcrire des mots empruntés au sanskrit et au pali.
Cet alphabet est uniquement utilisé en cinghalais et pâli.

### Transcription
L'écriture singhalaise est syllabique; autrement dit, une lettre correspond à une syllabe. On écrit de gauche à droite. Les lettres incluent par défaut la voyelle neutre « ə ».
Le système graphique se base sur la brahmi, le plus ancien système d'écriture indien attesté dans les édits gravés de l'empereur indien Ashoka, mais vers le XIe siècle, il a subi des influences dravidiennes de sorte que certaines lettres ont été modifiées d'après le système d'écriture dravidienne « grantha ».